# Jiao Xi
Der Jiao Xi (chinesisch 交溪, Pinyin Jiāo Xī – „Jiao-Fluss“) ist ein Fluss in der südostchinesischen Provinz Fujian. Er entspringt im Donggong-Gebirge, das die Wasserscheide zwischen den Provinzen Fujian und Zhejiang darstellt. Seine beiden Arme Dong Xi und Xi Xi (Ostfluss und Westfluss)  entspringen in den Gebieten der bezirksfreien Stadt Taishun und des Kreises Qingyuan, danach durchfließen sie Shouning und Zherong. Bei Chengyang in der kreisfreien Stadt Fu’an vereinigen sie sich, von dort fließt der Jiao Xi südlich durch Haiqi und Xiabaishi in das Ostchinesische Meer (Formosastraße).
Der Jiao Xi hat eine Länge von 162 Kilometern und ein Einflussgebiet von 5549 Quadratkilometern, das teilweise in der Provinz Zhejiang liegt.